# ویل (فرانسه)
ویل (به فرانسوی: Villes) یک کمون در فرانسه است که در canton of Bellegarde-sur-Valserine واقع شده‌است. ویل ۹٫۶۰ کیلومتر مربع مساحت و ۳۶۱ نفر جمعیت دارد.